# 천안 새마을호 열차 탈선 사고
천안 새마을호 열차 탈선 사고(天安 -號列車脫線事故)는 1999년 5월 13일 오전 8시쯤 충청남도 천안시 부근의 경부선 수원 ~ 천안 간 복복선 공사 구간에서 11톤급의 트레일러가 서울역을 출발하여 진주역으로 가려던 새마을호 열차와 추돌하면서 열차 9량이 탈선하고 7명이 중경상을 입은 사고이다.

## 개요
11톤급의 트레일러가 후진을 하려던 중 철로 옆에 있는 배수로에 뒷바퀴가 빠지면서 옴짝달싹 못한 채 세워져 있었고 때마침 7433
호 디젤 기관차가 서울역을 출발하여 진주역으로 가던 새마을호 열차를 견인하고 사고 현장을 지나려던 중 배수로에 세워진 대형 트레일러를 발견하고 비상 제동을 체결하였으나 제동 거리에 미치지 못해 트레일러의 뒷부분을 들이 받았고 그 순간 열차를 급 제동 시키자 앞 뒤 객차가 연쇄 추돌하면서 탈선하였다. 선로를 벗어난 채 비스듬히 세워진 새마을호 열차는 당장이라도 전복될 것처럼 아슬아슬하게 기울어져 있었다.

## 사고 원인
이날 사고는 대형 트레일러의 후진 시 보조자가 반드시 수신호를 해 줘야 하는 것을 무시한 채 트레일러 기사가 단독으로 후진을 하였고 뒷 바퀴가 빠지자 당황한 나머지 트레일러 기사가 후속 조치 조차 하지 않고 하차한 것으로 드러났다.

## 인명 피해
이 사고로 새마을호 열차 이용고객 7명이 중경상을 입었으나 트레일러 기사는 사고 직전 트레일러에서 하차해 화를 면했다.

## 사고 여파
이 사고로 복구 작업에 약 11시간 정도가 걸려 손상되지 않은 상행선 선로를 이용하여 상행선과 하행선을 번갈아 가면서 운행하였고 이 때문에 후속 열차가 약 30분 이상씩 지연 운행되었다.
그리고 11톤 트레일러와  7433호 기관차의 전면부 배장기가 크게 파손되고, 기관차 포함, 열차 9량이 모두 탈선했다.